# Округ Вајт (Тенеси)
Округ Вајт (енгл. White County) је округ у америчкој савезној држави Тенеси.

## Демографија
По попису из 2010. године број становника је 25.841, што је 2.739 (11,9%) становника више него 2000. године.
| Група             | 2000.          | 2010.          |
| Белци             | 22.196 (96,1%) | 24.496 (94,8%) |
| Афроамериканци    | 378 (1,6%)     | 459 (1,8%)     |
| Азијати           | 54 (0,2%)      | 69 (0,3%)      |
| Хиспаноамериканци | 239 (1,0%)     | 425 (1,6%)     |
| Укупно            | 23.102         | 25.841         |